# John Heijning
Johannes „John” Cornelis Heijning (ur. 12 grudnia 1884 w Bogorze, zm. 19 maja 1947 w Hilversum) – piłkarz holenderski grający na pozycji obrońcy. W swojej karierze rozegrał 8 meczów w reprezentacji Holandii.

## Kariera klubowa
W swojej karierze piłkarskiej Heijning grał w klubie HVV Den Haag. W sezonach 1906/1907 i 1909/1910 wywalczył z nim mistrzostwo Holandii.

## Kariera reprezentacyjna
W reprezentacji Holandii Heijning zadebiutował 1 kwietnia 1907 roku w przegranym 1:8 towarzyskim meczu z Anglią, rozegranym w Hadze. W 1908 roku na igrzyskach olimpijskich w Londynie zdobył brązowy medal. Od 1907 do 1912 roku rozegrał w kadrze narodowej 8 meczów.